# Chaitania
Caitanya (Maiápur, 18 de febrero de 1486 - Puri, 13 de julio de 1534)
fue un santo bengalí, fundador del krisnaísmo bengalí, una de las ramas del krisnaísmo (el cual es a su vez una rama del hinduismo).
Su nombre Krisná Chaitania (pronunciado en bengalí chóitonno) significa ‘conciencia de Krisná’. Se suele escribir Śrī Kṛṣṇa Caitanya Mahāprabhu (siendo shri un apelativo respetuoso, krisná: el dios Krisná, chaitania: ‘conciencia’ majá: ‘gran’, y prabhú: ‘amo’).

## Biografía
Chaitania nació con el nombre de Visvambhara Misra (aunque le decían Nimai, porque la choza donde fue parido se encontraba debajo de un árbol de nim), en la luna llena de fines de febrero de 1486, al atardecer,
en el ghati (balneario y puerto) de la aldea de Maiápur ―a unos 100 km al norte de Calcuta, en las orillas del río Bhagirathi (un brazo del delta del Ganges)―, al lado del pueblo de Navadwip, distrito de Nadia, en la provincia de Bengala Occidental (India). Sus padres se llamaban Yáganath Misra y Sachi Devi.
Según sus seguidores (probablemente para compararlo con Krisná), antes de que él naciera sus padres tuvieron ocho niñas que murieron. (En la leyenda de Krisná, el malvado rey Kamsa mató a los primeros seis hijos de su madre Devaki). El noveno hijo fue su hermano Vishwa Rupa, quien más tarde se volvería mendigo religioso. Y Nimai fue el décimo y último.
Nábadwip había sido la capital de Bengala, y tenía varias escuelas famosas de sánscrito. Habiendo nacido en una familia de brahmanes krisnaístas, Nimai aprendió la gramática sánscrita a los diez años de edad. Su padre murió cuando él tenía 14 o 15 años. Inmediatamente después, Nimai se casó con la hija del famoso maestro Vallabha Acharia, Laksmi Priya, y abrió una escuela de sánscrito en su propia casa. Cuando Chaitania estaba lejos de su hogar en un viaje por Bengala Oriental, Laksmi Priya murió. Pronto él volvió a casarse con Visnú Pría, hija de un pandit del lugar.
En 1508, a los 22 años, viajó a Gaya y realizó sraddha, rituales de honor a los muertos, por su padre y su primera esposa. Allí tuvo sus primeros éxtasis religiosos y conoció a Isvara Puri, un asceta de la doctrina Madhva (también krisnaísta), quien más tarde lo inició en la orden Bharati de los Dashanamis de Shankará y le entregó el mantra Gopala (que los krisnaístas rezan junto con el gáiatri).
De vuelta en Nábadwip, Nimai empezó a liderar kírtanas (cantos y danzas grupales en alabanza a Krisná) diariamente. Se convirtió en el carismático líder de los krisnaístas en Nadia.
En 1510 abandonó a su esposa y a su madre y entró en la orden de vida de renuncia (sanias) y cambió su nombre por Krisná Chaitania (‘conciencia de Krisná’). Adoptó una vida de mendigo religioso y durante seis años vagó de templo en templo por toda la India. Pasó cuatro meses en Sri Rangam en el Sur de la India.
En 1515 visitó Vrindavan, el pueblo donde el dios Krisná había pasado su infancia. En el costado norte de la colina Góvardhan dijo haber descubierto el sitio donde había estado el estanque Radha Kunda, donde ―según la leyenda― Krisná había tenido relaciones íntimas con Radha.
En 1516 Chaitania se estableció (por el resto de su vida) en Puri, donde se encuentra el templo de Yáganat (que era el nombre de su padre). Según una leyenda, la primera vez que Chaitania vio la imagen de Jaganatha, se desmayó y se fundió dentro de la estatua.

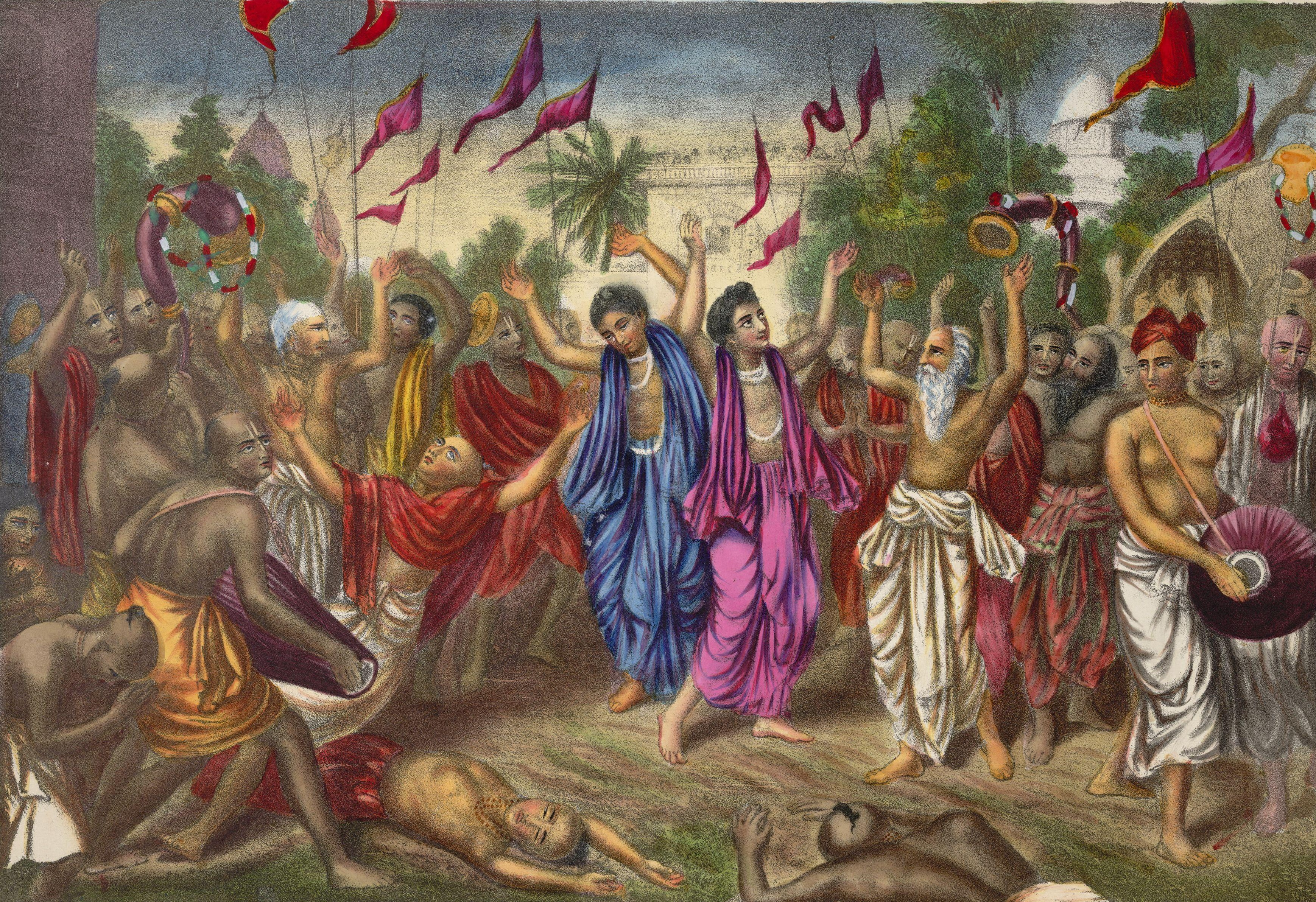
Cheitania (con dhoti color lila) realiza una danza religiosa con sus compañeros Nitiananda (con dhoti azul) y Aduaita (con dhoti blanco y barba).

Durante seis años Chaitania fue el líder de los cantantes y bailarines que acompañan a la inmensa carroza de Jaganatha en una procesión anual. Cada año venían varios cientos de bengalíes a visitar a Chaitania, y continuaron haciéndolo durante veinte años (lo cual en el siglo XVI era realmente difícil).

## Seguidores
Chaitania no organizó conscientemente una secta a su alrededor, pero su carisma y devoción por Krisná atrajeron a personas importantes, como Sarva Bhauma Bhatta Acharia (una gran autoridad de lógica), a Adwaita Acharia (el líder de los krisnaístas en Bengala), Pratapa Rudra (el rey de Orissa) y Ramananda Ray (ministro bráhmana).

## Seis Gosuamis de Vrindavan
Nitiánanda, que había sido un asceta de la creencia Madhva (dentro de la doctrina visnuísta), se convirtió en el organizador del movimiento.
Chaitania envió a un grupo de teólogos a escribir el fundamento teológico del culto bhakti. Fueron conocidos como los Seis Gosuamis de Vrindavan. El desarrollo de Vrindavan como el pueblo de la infancia de Krisná se debió principalmente a estos discípulos de Chaitania, que serían conocidos como los gaudía-vaisnavas (krisnaístas de Bengala). Entre estos seis eruditos se encontraban los dos hermanos Rupá y Sanatana, que construyeron los primeros templos de Vrindāvan, con la ayuda de ricos majarash (reyes) de Rajastán.

## Los lilas

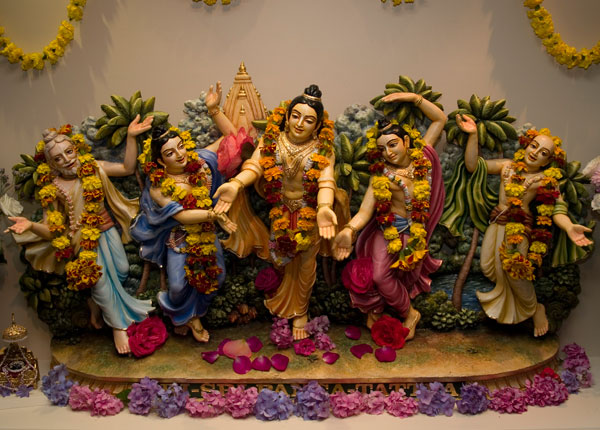
Estatuas del Santísimo Quinteto (Pancha-Tattuá: ‘cinco verdades’), conformado por cinco personas: un solo Dios. De izquierda a derecha: Aduaita (con dhoti celeste y barba), Nitiananda (con dhoti azul), Chaitania (con dhoti amarillo), Gadádhar (con dhoti púrpura) y Srinivas (con dhoti blanco). Sobre un altar en Wellington (Nueva Zelanda).

La vida y los pasatiempos de Chaitania Mahaprabhu se pueden categorizar en dos partes, llamadas adi (principio) y sesha (final). Los adi lila sucedieron en sus primeros 24 años. Los śesha lila sucedieron en los siguientes 24 e incluyen madhia (6 años) y antia (18 años).
- Adi lila (24 años).
  - Balia lila (hasta los cinco años):
  - Pauganda lila (desde los cinco hasta los trece años).
  - Kishora lila (adolescencia, desde los trece a los dieciséis años): a los 16 (en 1503) se casa con una niña llamada Laksmí Devi, que murió picada por una serpiente. Luego se casó con otra niña llamada Visnupría.
  - Iauvana lila (16 a 24 años).
- Sesha lila (25 a 48 años).
  - Madhia lila (25 a 30 años): toma saniasa y viaja por la India.
  - Antia lila (30 a 48 años): se establece en Yáganath Puri. Por 6 años continúa el sánkirtan y los últimos 12 años se encierra en su cuarto del templo, llamado gambhira (‘profundo, secreto’).

## Nueva doctrina
Chaitania creó una nueva doctrina filosófica llamada achintia-bheda-abheda: ‘inconcebiblemente diferente y no diferente’ (a-chintia: ‘no-concebible’, bheda: ‘diferente’, a-bheda: ‘no-diferente’). Significa que ―aunque uno no pueda imaginarlo― el alma no es diferente de Dios, pero también es diferente.
Chaitania no fue un escritor, ya que no escribió nada, excepto la poesía Śiksha ashtaka (‘ocho [versos] de enseñanza’).
Sus seguidores creían que él era Krisná mismo en forma de devoto, y «revestido del humor (y color de piel) de Radha».

## Muerte de Caitanya

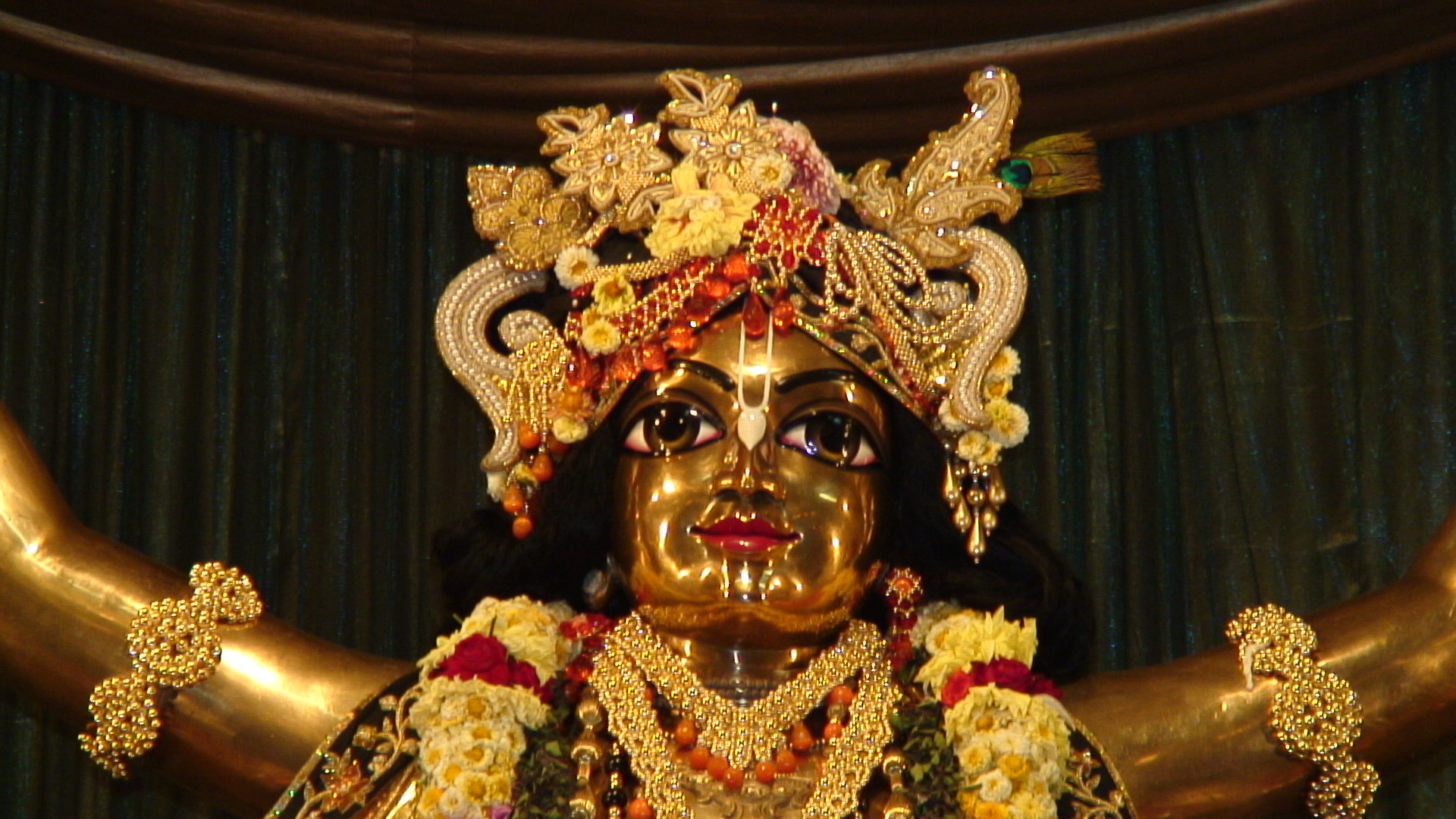
Otra deidad del Señor Caitanya, en Maiápur (Bengala), su pueblo de nacimiento.

La muerte de Caitanya, el jueves 13 de julio de 1533, es un misterio.
De acuerdo con los textos de sus seguidores, era un avatar de Krisna y como tal, la cuestión de su muerte es absurda. La comunidad krisnaísta de Bengal quedó completamente abatida por su desaparición.
La escasez de datos acerca del fallecimiento del santo se debe al hecho de que la mayoría de los textos fueron escritos por los seguidores de Caitanya, y ellos no creían en la posibilidad de su muerte (debido a su divinidad) y generalmente se negaban a hablar acerca del tema. Por eso los más famosos biógrafos de Sri Caitanya no comentan nada en detalle.
Por lo tanto la defunción de Caitanya quedó como un misterio durante varios siglos.

## Hipótesis acerca de su muerte
Las escasas referencias acerca de la muerte de Chaitania se deben al hecho de que la mayoría de los textos fueron escritos por devotos, y ellos no creen (ni tampoco quieren hablar) de la muerte del maestro. Por eso, sus biógrafos no narran el incidente en absoluto.
Por lo tanto la muerte de Chaitania quedó como un misterio durante varios siglos.
Varios biógrafos bengalíes y oriyas (habitantes de Orissa) describieron su muerte de diferentes maneras:
- Algunos creen que se había «fundido» dentro de la imagen de Krisná llamada Tota Gópinath.
  - Otros creen que se había fundido dentro de la imagen de Krisná llamada Yáganath.
- Kavi Karnapura solo informa que Chaitania «volvió a su morada celestial».
- KrisnaDas Kavirash Gosuami (1496-1588) escribió que la desaparición de Chaitania ocurrió en el año saka 1455 (1533 d. C.).
- Otros devotos creen que Chaitania saltó al mar en un rapto de éxtasis y se ahogó.
- Otros dicen que más probablemente el santo fue asesinado por sus enemigos religiosos.
- Otros dicen que murió de muerte natural.

### Fusionado con estatuas

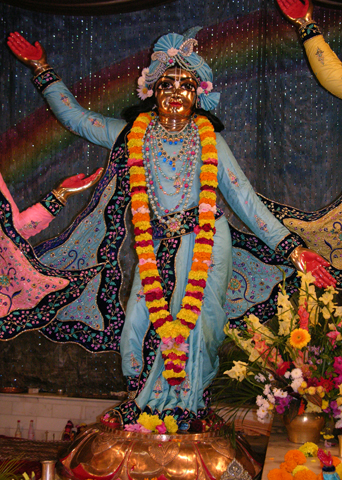
El Señor Nitiánanda (compañero de Cheitania), en el templo de Cheitania en Maiápur (India).

#### Fusión dentro de Tota Gopinath
Chaitania dijo haber encontrado una estatua del dios Krisná en piedra negra, tirada en la playa de Puri. La bautizó Tota Gopinath (el Señor de las gopis en el jardín; siendo tota: ‘jardín’, gopī: ‘pastora de vacas’ y natha: señor’). Se la dio a su amigo Gadadhara Pandit para que la adorara de por vida en una capilla.
Una versión dice que Chaitania entró en este templete de Tota Gopinatha y nunca se lo vio salir de allí, por lo que supusieron que se había fundido con esta estatua de Krisná. Apoyan esta versión:
- Narahari Chakravarti (siglo XVII-XVIII) en su libro Bhakti-ratnakar,
- Sananda Kavisuria (en el capítulo 36 de su libro Prema-tarañgui),
- Bhaktivinoda Thakur (siglo XIX).

En la actualidad se puede visitar el templo de Tota Gopinatha (en las afueras de la ciudad de Puri). Por una módica propina, el sacerdote muestra una rajadura de color dorado en la rodilla de la estatua negra, y declara que por allí entró el Señor Chaitania (que tenía la piel dorada).
Bhaktisidhanta Sarasvati (hijo de Bhaktivinoda Thakur) agrega: «Su desaparición es trazada por Su amalgamación dentro de Gopinatha-Tota, en Puri. [...] Algunos opinan que se fusionó en la deidad de Yáganath».

#### Fusión dentro de Yáganath
Otros autores sostienen que Chaitania tendría que haber desaparecido dentro de la imagen de Yáganath (entró al gigantesco templo de Yáganath, lleno de grandes portones en distintas direcciones, pero nunca más se lo vio salir). Apoyan esta versión:
- Isvara Dasa, en su Chaitania-bhágavata.
- Un discípulo contemporáneo llamado Achiutananda (del estado de Orisa) escribió en su Sunia-samhita: «Él [Chaitania] cantó el nombre de Radharani y como un rayo entró en el sagrado cuerpo de Yáganath».
- Divakara Dasa, en su Yáganath-charitamrita: «Chaitania se absorbió dentro de la deidad de Yáganath».
- Bhaktisidhanta (siglo XX, hijo de Bhaktivinoda Thakur).
- Bhaktivedanta Swami (fundador de los hare krishna y discípulo de Bhaktisiddhanta) tiene la misma opinión: «Un día, cuando tenía 48 años de edad,[3] entró en el templo de Jagannāth y desapareció. Sus amigos afuera esperaron, esperaron, pero nunca salió. Se había fundido en la existencia de Jagannāth».

#### Contradicción lógica
Varios historiadores ortodoxos krisnaístas aceptan ambas versiones como auténticas y reales. Sostienen que Chaitania, en un ratha-iatra (festival de los carros), se multiplicó bailando a la vez en siete grupos de kírtan (canto y danza en congregación). Si podía aparecer en siete diferentes lugares al mismo tiempo, no es raro que pudiera morir en dos lugares a la vez.

### Ahogado en el mar
Otro mito dice que tuvo una visión de Krisná sobre las olas y entró al mar y se ahogó. En los últimos años, Sri Chaitania experimentaba fuertes brotes psicóticos, que sus hagiógrafos (como Mádhav Patnaik, Krisnadás Kavirash Gosuami y otros) diagnosticaban como divia-unmada (‘divina demencia’, éxtasis).
Krisnadás Kavirash Gosuami y otros hagiógrafos también dan esa explicación. En estado de trance él generalmente corría recitando o gritando el nombre de Krisná. En una ocasión se tiró inconsciente al mar, pero fue milagrosamente rescatado por un pescador con sus redes.

### Asesinado por brahmanes opositores

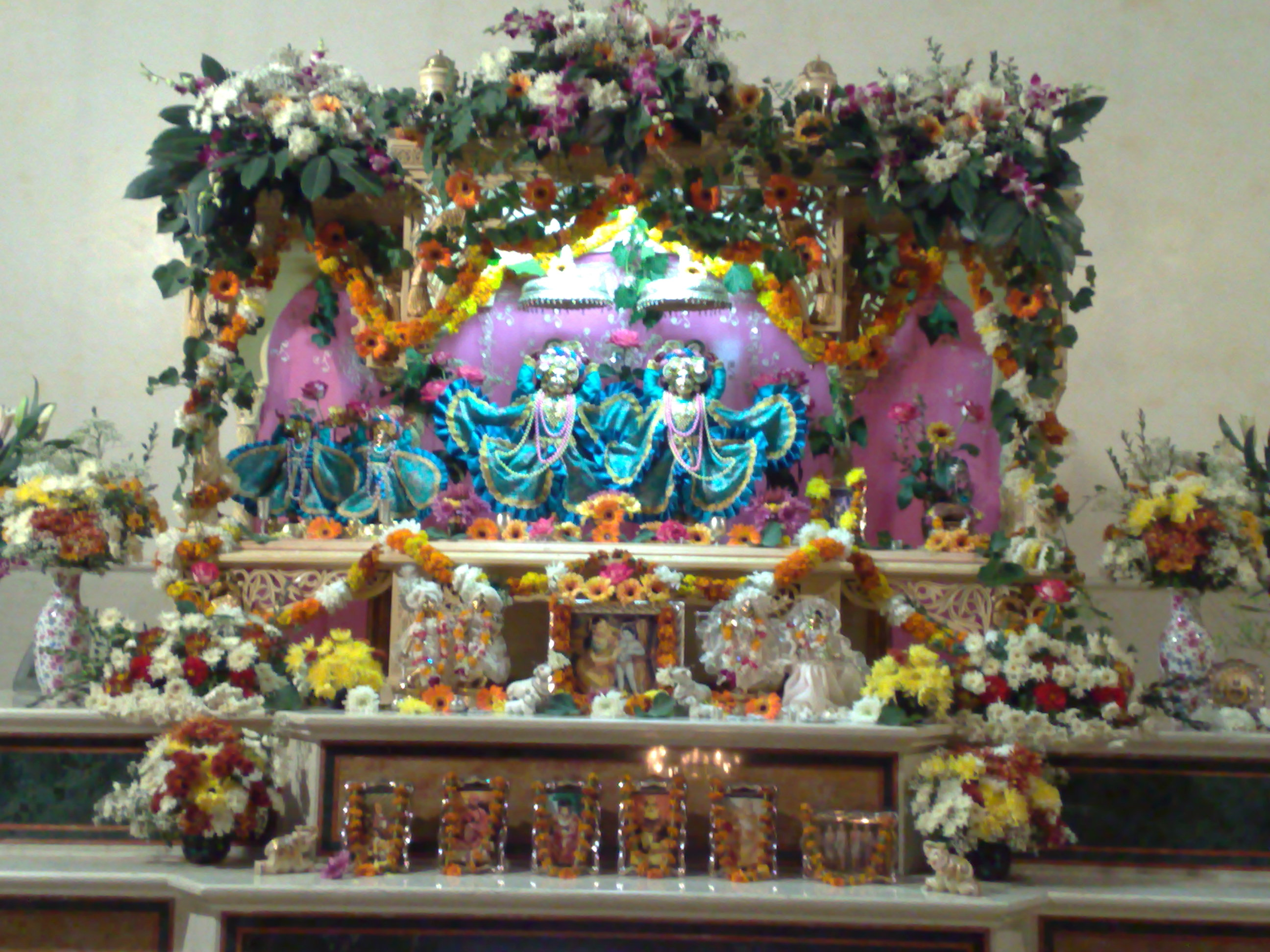
Altar de Gaura-Nitai (con Damodara) en el templo de ISKCON en Albettone (Vicenza, Italia).

Algunos autores creen que Chaitania fue asesinado por los ortodoxos smarta-brāhmanas del grupo Govinda Vidyadhāra-Smarta. Se ha demostrado que las dos referencias históricas que refrendarían esta hipótesis ―el texto Chaitania-chakadā y la carta de Ramananda Ray en las que se basó el Dr. Jayadev Mukhopadhyaya― son falsas y fueron rechazadas por eruditos como el Dr. H. K. Mahtab.

### Herida e infección
Durante la investigación, se descubrió un manuscrito en hoja de palma que narra la muerte de Chaitania. Aparentemente es el texto más antiguo que trata sobre este tema, ya que fue escrito en el año 48 del calendario anka (de Gayapati, rey de Orissa), que equivale a 1535, solo dos años después de la muerte del santo. El título de este manuscrito es Vaisnava-lilamrita y su autor se llamaba Mádhav Patnaik, quien es conocido como el autor del Chaitania-vilás, el cual no se ha descubierto aún, pero es citado en detalle por otros autores como Biman Behari Mazumdar y el profesor P. Mukershí.
Mádhav estuvo en Yáganath Puri a lo largo del periodo de la estadía de Chaitania y debe de haber sido testigo de los últimos momentos de la vida de Chaitania.
En el Vaisnava-lilamrita de Mádhav Patnaik se encuentran las primeras referencias sobre la muerte de Chaitania (ya que se escribieron en 1535, mucho antes que Lóchan Dās y Jayananda). Mádhav escribe que:

Mientras bailaba en la procesión de kirtan en el atardecer del Rukmini amavasia (o Vaisakha amavasia), Chaitania pisó un ladrillo tirado en la carretera y se torció el tobillo izquierdo provocándose un esguince y lastimándose el dedo gordo del pie, que sangró profusamente. Chaitania cayó al suelo desmayado. Sus seguidores Yáganath Das, Kasísuara Misra, Yosobanta Das, Sribaisha y Ananta Das lo cargaron sobre sus hombros hasta el mandapa norte del templo de Yáganath. Le echaron agua en el rostro y le gritaron hasta que volvió en sí. El terrible momento había pasado y hubo signos de alegría en todos los rostros presentes. El templo se llenó con el canto del señor Hari. Gradualmente Chaitania recobró la conciencia y pudo hablar libremente con sus amigos y seguidores. El público curioso y sus seguidores gradualmente abandonaron el templo con la creencia de que Chaitania había sufrido solo una herida menor y que estaba bien. La pequeña herida en el dedo gordo del pie izquierdo fue la causa de su muerte. Gradualmente su cuerpo se hinchó y la fiebre alcanzó alta temperatura y finalmente a la madrugada del auspicioso día de aksaia tritía falleció.
Mádhav Patnaik, Vaisnava-lilamrita

Este texto de Madhav Patnaik es creíble ya que se refiere a una muerte natural. Quizá él fue un testigo ocular, porque escribió esto apenas dos años después de la muerte de Chaitania. Pero ningún otro escritor de esa época narró ese incidente.
Entre muchos hagiógrafos bengalíes, solo Yaiananda informa algún otro detalle:

Chaitania decidió volver a Vaikuntha el séptimo día de la luna llena del mes de ashadha. Mientras bailaba ante las carrozas en el mes de ashadha se lastimó el dedo gordo del pie izquierdo con un ladrillo. Al sexto día el dolor en el dedo se volvió intolerable y Chaitania fue forzado a refugiarse en el tota [‘jardín’] del templo. Le dijo a Gadádhar Pandit que abandonaría el mundo la noche siguiente en la hora décima. Su cuerpo quedó tendido, pero él volvió a Vaikuntha en el carro de Visnú.
Yaiananda, Chaitania-mangal (1568)

Estas dos declaraciones (de Mádhav Patnaik y de Jayananda) coinciden acerca de la herida que sufrió Chaitania durante la danza kirtan. Décadas después, devotos bengalíes u oriyas posteriores realizaron adiciones.